# Día Nacional del Tango

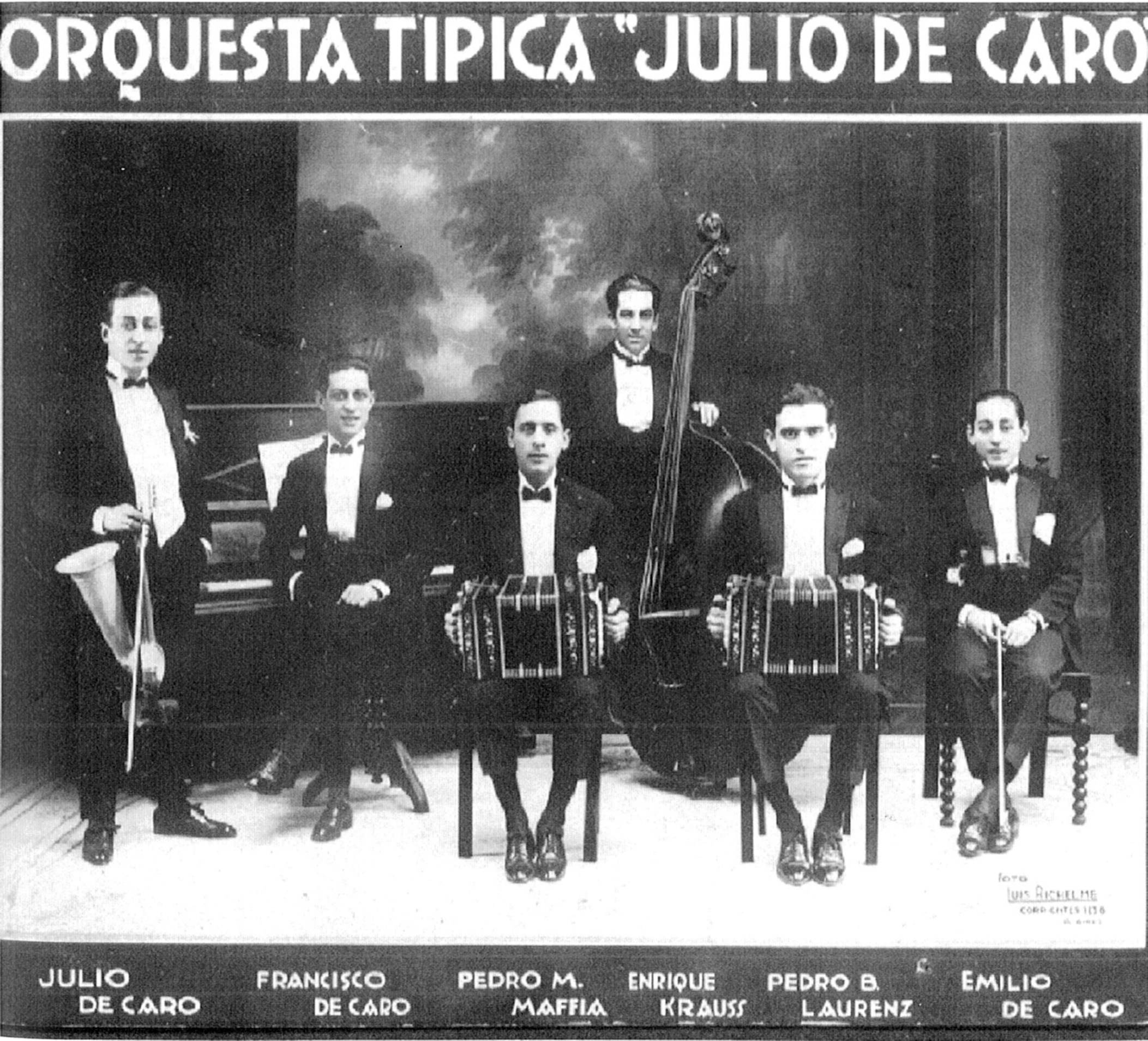
Orquesta típica de Julio de Caro.

El Día Nacional del Tango se celebra el 11 de diciembre de cada año en Argentina.
Se instituyó con el objetivo de destacar la importancia del tango en la cultura argentina y en homenaje a la fecha de nacimiento del cantante de tangos Carlos Gardel (1890 o 1887) y del director de orquesta Julio de Caro (1899), por iniciativa de Ben Molar, quien con el apoyo de varias entidades -la Sociedad Argentina de Autores y Compositores (Sadaic), la Sociedad General de Autores de la Argentina (Argentores), la Sociedad Argentina de Escritores (SADE), la Casa del Teatro, el Sindicato Argentino de Músicos (Sadem), la Unión Argentina de Artistas de Variedades (Uadav ), la Academia Porteña del Lunfardo, Radio Rivadavia, la Fundación Banco Mercantil, La Gardeliana, la Asociación Argentina de Actores y la Asociación Amigos de la Calle Corrientes- hizo la solicitud ante la Secretaría de Cultura de la Ciudad de Buenos Aires en 1965; doce años después se logró la aprobación de la celebración mediante el Decreto Municipal n.º 5830 del 29 de noviembre de 1977, y el 19 de diciembre de ese año se convirtió en día nacional por Decreto Nacional n.º 3781.

## El tango
El tango es una de las expresiones más características de la cultura argentina que incluye música, danza y poesía. La comunidad tanguera comprende a músicos, compositores, letristas, cantantes, bailarines, coreógrafos, musicalizadores (dj's) y profesores. En 2009 fue inscrito en la lista representativa del Patrimonio Cultural Inmaterial de la Humanidad. En la nominación de la Unesco se describe al tango como «un ejemplo de proceso de la sedimentación cultural» y «de la transformación social a través del tiempo».